# Lespedeza thunbergii
Lespedeza thunbergii är en ärtväxtart som först beskrevs av Dc., och fick sitt nu gällande namn av Takenoshin Nakai. Lespedeza thunbergii ingår i släktet Lespedeza och familjen ärtväxter.

## Underarter
Arten delas in i följande underarter:
- L. t. satsumensis
- L. t. thunbergii
- L. t. velutina

## Bildgalleri

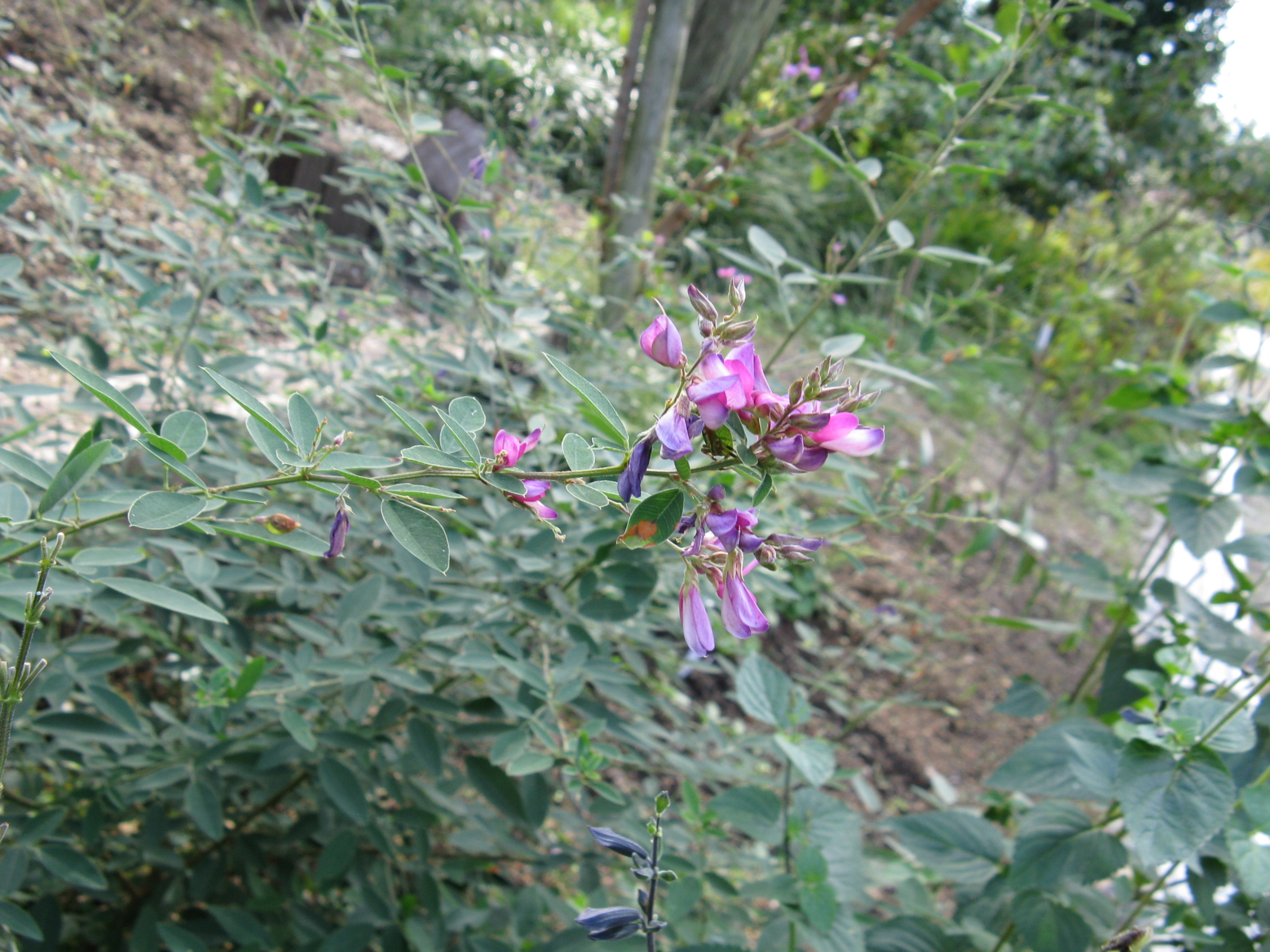
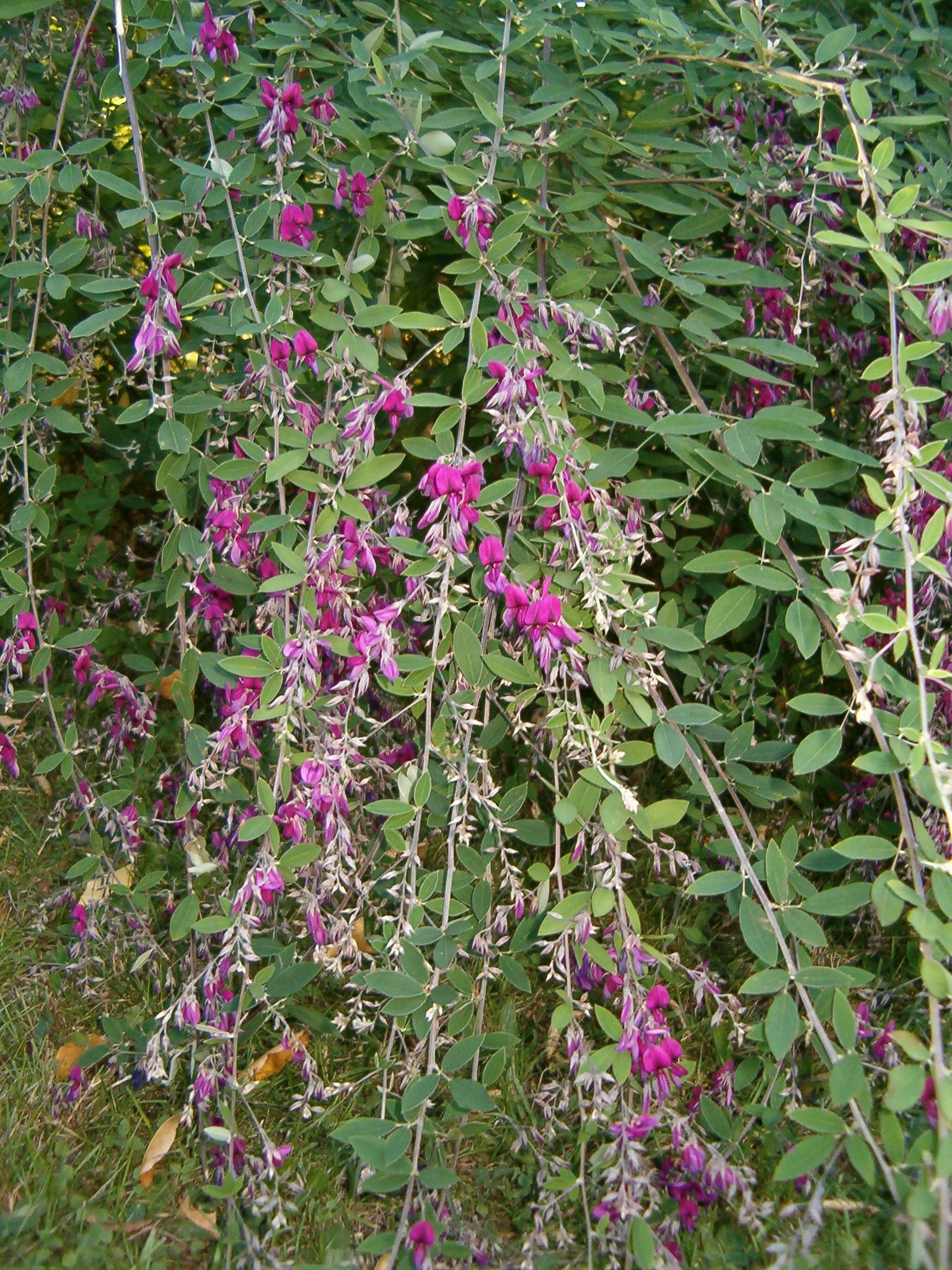
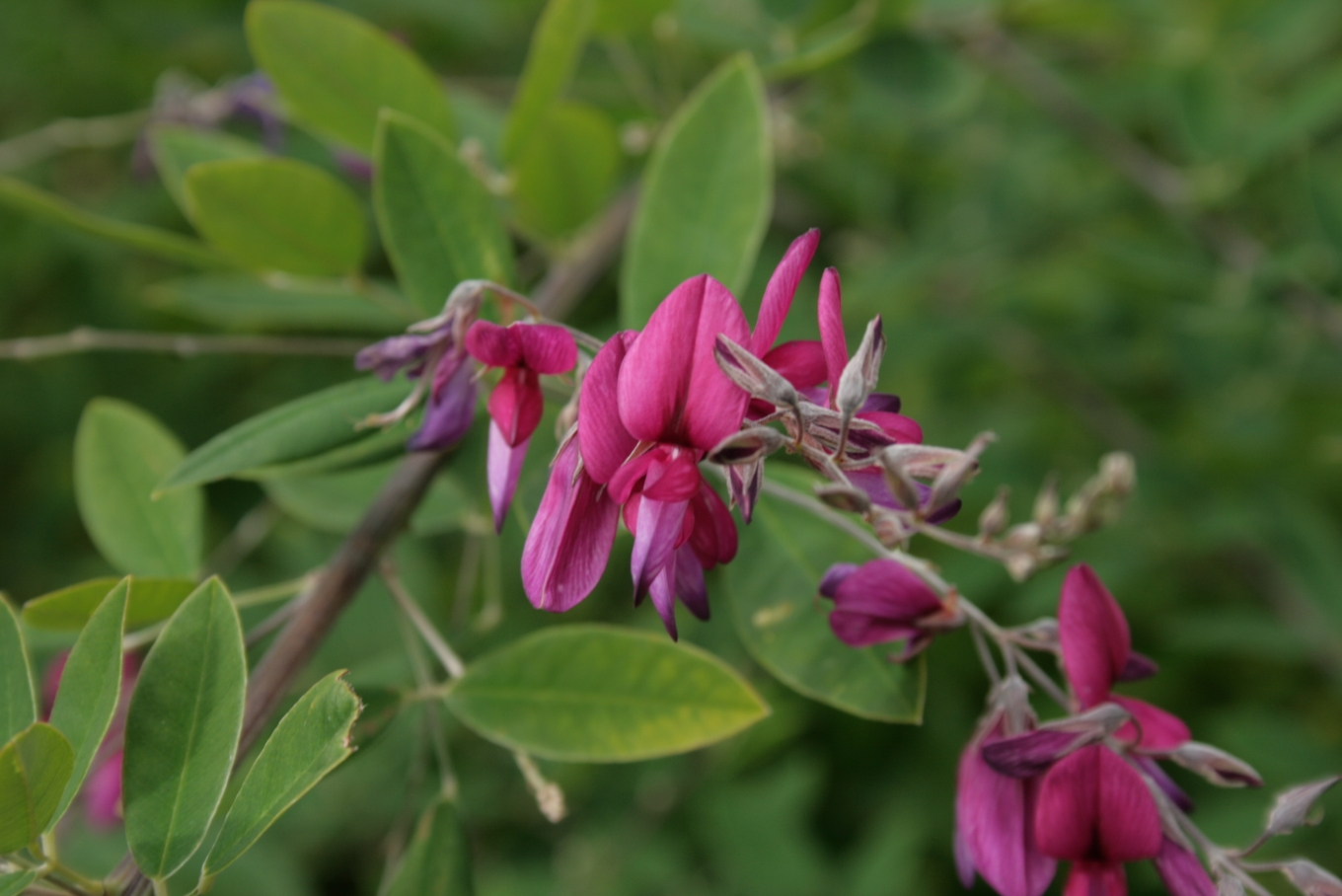